# Domenico Cavagnari

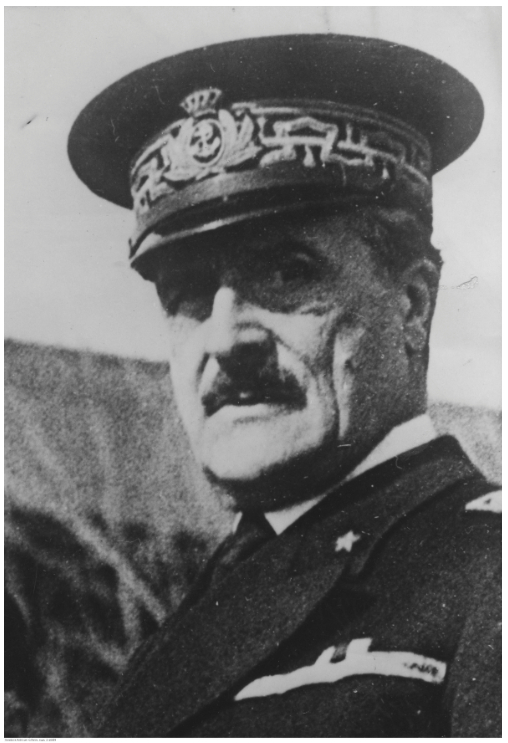
Admiral Domenico Cavagnari

Domenico Cavagnari (* 20. Juli 1876 in Genua; † 2. November 1966 in Rom) war ein italienischer Admiral und Staatssekretär.

## Werdegang
Cavagnari wurde 1934 Stabschef der italienischen Marine und Staatssekretär im Marineministerium. Da Benito Mussolini formal auch Streitkräfteminister war, führten Staatssekretäre die de facto weiterhin bestehenden Ministerien für Krieg, Luftfahrt und Marine. Diese Staatssekretäre waren zugleich Generalstabschefs ihrer Teilstreitkräfte. Cavagnari verblieb bis Dezember 1940 auf seinem Posten. Er trug eine Mitverantwortung dafür, dass sich die italienische Flotte weiterhin auf Schlachtschiffe konzentrierte und den Bau von Flugzeugträgern viel zu spät einleitete (Flugzeugträger Aquila und Sparviero).
Sein Nachfolger wurde Admiral Arturo Riccardi.